# واشنطن كاماتشو
واشنطن كاماتشو (بالإسبانية: Washington Camacho)‏ هو لاعب كرة قدم أرجنتيني، ولد في 8 أبريل 1986 في مونتفيدو في الأوروغواي. لعب مع التانك سيلي وبيلا فيستا وديفنسا خوستيكا وروزاريو سنترال وغودوي كروز ونادي راسينغ.

## وصلات خارجية
- واشنطن كاماتشو على موقع قاعدة بيانات كرة القدم.إي يو (الإنجليزية)
- واشنطن كاماتشو على موقع Soccerway.com (الإنجليزية)
- واشنطن كاماتشو على موقع AS.com (الإسبانية)